# Oligosita angustipennis
Oligosita angustipennis är en stekelart som beskrevs av Yousuf och Shafee 1992. Oligosita angustipennis ingår i släktet Oligosita och familjen hårstrimsteklar. Inga underarter finns listade i Catalogue of Life.